# Auferstehungskirche (Liezen)

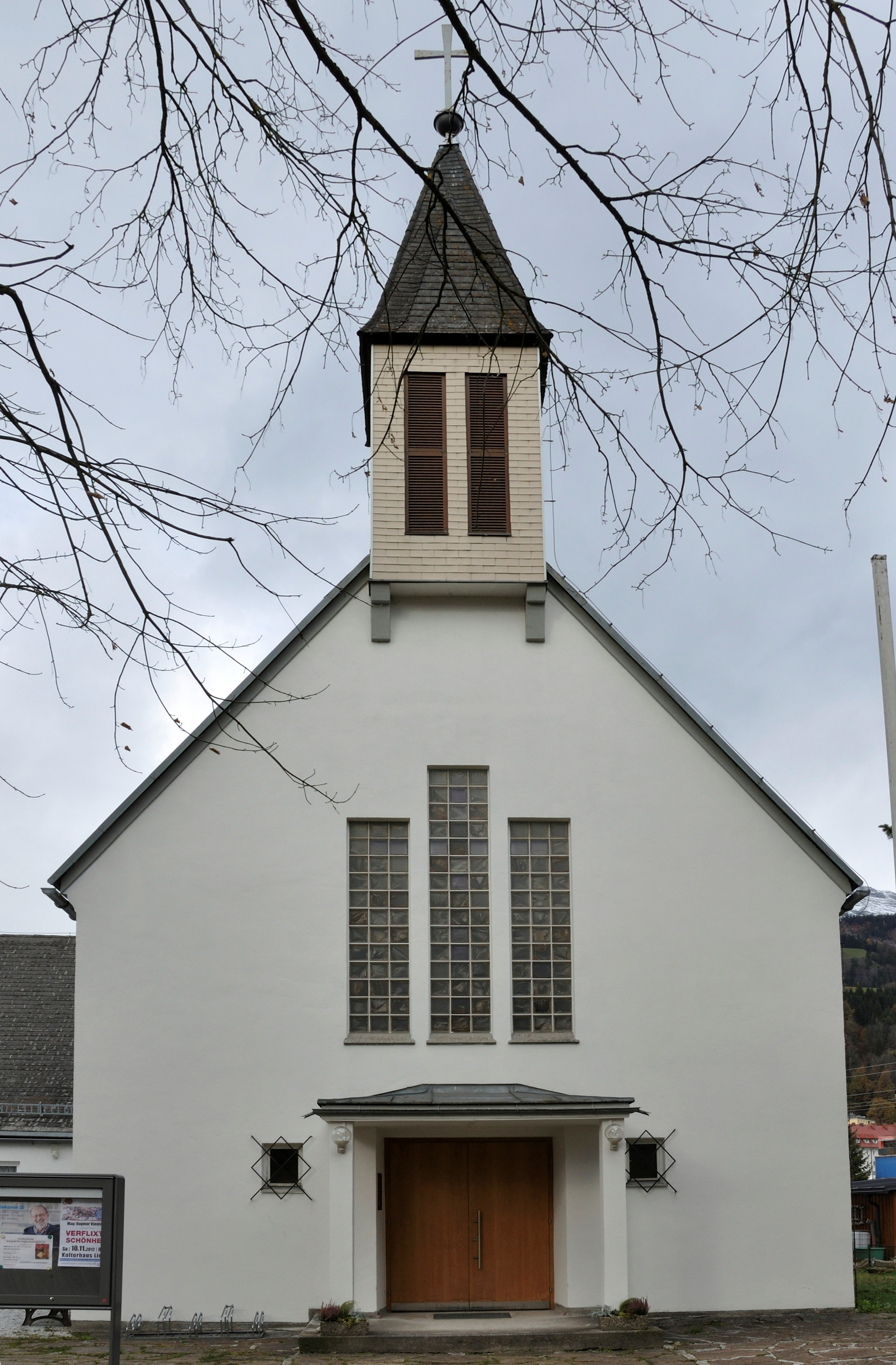
Evangelische Pfarrkirche A.B. in Liezen

Die Auferstehungskirche Liezen steht in der Friedau in Liezen in der Steiermark. Mit der Bekennerkirche in Admont gehört sie zur Pfarrgemeinde A.B. Admont-Liezen in der Evangelischen Superintendentur A. B. Steiermark.

## Geschichte
Die evangelische Kirche in Liezen wurde 1934 zunächst als Predigtstation eingerichtet und 1947 als Filiale der neugegründeten Pfarre Admont zugeordnet. „Der Grundverkauf an die evangelische Kirchengemeinde zur Errichtung eines Gottes- und eines Pfarrhauses“ seitens der Stadt war im Juli 1954 erfolgt, obwohl „offiziell … die Saumoos-Gründe nicht als Bauland ausgewiesen“ waren. Obgleich nach Gemeinderatsbeschluss aber „weitere Ansuchen um Baugrund … abgelehnt werden“ sollten, waren „bis 1959 nicht nur die evangelische Kirche, sondern auch andere Häuser bereits im Rohbau fertiggestellt.“ Das anschließende Gemeindezentrum wurde 1972 anlässlich der Verlegung des Pfarrsitzes von Admont nach Liezen errichtet. Erster in Liezen amtierender Pfarrer war Horst Hochhauser, gegenwärtiger Pfarrer ist Gernot Hochhauser.

## Kirchenbau
Das bestehende Kirchengebäude wurde 1957 bis 1959 nach Plänen von Oberbaurat Hubert Buchsteiner als weitgehende Kopie der Auferstehungskirche in Kindberg errichtet. Die in anspruchslosen Bauformen als einfacher Saalbau ausgeführte Kirche besitzt einen giebelseitigen Dachreiter, der aus statischen Gründen nicht zur Aufnahme von Glocken zugelassen ist. Die schlanken Rechteckfenster sind mit den zeitbedingten Glasbausteinen geschlossen. Der mit einer halbkreisförmigen Tonnendecke versehene schmucklose Innenraum erhielt 1994 anstelle der ursprünglichen Farbfassung seine nüchtern wirkende Weißbemalung.